# Línea 30 (EMT Valencia)
La línea 30 Natzaret - Hospital Clinic de EMT de Valencia es una línea de autobús que une el barrio de Nazaret con el campus universitario de Blasco Ibáñez, además de unir el barrio también con el Hospital Clínico Universitario.

## Recorrido
Dirección Hospital Clinic
Sale desde Castell de Pop, Parque de Nazaret, puente de Astilleros, calle ingeniero Manuel Soto, calle de Juan Verdaguer, calle Ibiza, calle Islas Canarias, avenida Doctor Manuel Candela y Av. Blasco Ibáñez.
Dirección Nazaret
Sale desde la Av. Blasco Ibáñez, avenida del Doctor Manuel Candela, avenida del Puerto, Calle de J.J. Dominé, calle del Ingeniero Manuel Soto, Puente de Astilleros, calle Mayor de Nazaret, camino del Canal, carretera de La Punta al mar, calle Manuel Carboneres y calle del Castell de Pop.

## Historia
El trazado de la línea 30 originalmente era desde la Plaza Tetuán, hasta la Malvarrosa. El 3 de febrero de 1965 se le amplió la cabecera hasta la calle Poeta Querol. En ese trazado original de la línea, iba desde Poeta Querol a la Malvarrosa, pasando por el Camino de Vera, en plena huerta de la ciudad. El día 5 de febrero de 1970, se instauró un servicio complementario hasta el Instituto Politécnico, lo que hoy conocemos como la Universidad Politécnica de Valencia (UPV). Más tarde el día 1 de octubre de ese mismo año se implantó el agente único, siendo la primera línea de SALTUV en ser transformada a este servicio. Posteriormente, la línea estaba cubierta por un único autobús, generalmente un Pegaso 6025, a partir de 1976. En el año 1989, la línea sufre un cambio muy amplio en su recorrido, pasando a cubrir desde la Plaza del Ayuntamiento el Campus de Blasco Ibáñez, el Campus de Tarongers, el Cabañal, el paseo Marítimo, la Malvarrosa, y Nazaret, un recorrido largo pero muy aprovechado. Unos años más tarde, el día 2 de octubre de 2000, cambia su itinerario y se reduce drásticamente entre Nazaret y Blasco Ibáñez, por la Avenida del Puerto. En septiembre de 2005, con la entrada en servicio del nuevo SAE, su denominación es "Nazaret-Hosp. Clínic/Univs.". El 16 de enero de 2006, al dejarse la avenida del Puerto en dirección hacia el mar, cambia su itinerario de vuelta, por Juan Verdeguer - Islas Canarias. Desde el día 5 de septiembre, deja de prestar servicio en la zona del Campus de Tarongers, para pasar de la Av. Manuel Candela a la Av. Blasco Ibáñez directamente, hasta llegar al Hospital Clínico Universitario.

## Series Asignadas
|                    | 1991 | 1992 | 1993 | 1994 | 1995 | 1996 | 1997 | 1998 | 1999 | 2000 | 2001 | 2002 | 2003 | 2004 | 2005 | 2006 | 2007 | 2008 | 2009 | 2010 | 2011 |
| ------------------ | ---- | ---- | ---- | ---- | ---- | ---- | ---- | ---- | ---- | ---- | ---- | ---- | ---- | ---- | ---- | ---- | ---- | ---- | ---- | ---- | ---- |
| CANTIDAD AUTOBUSES | 2    | 2    | 2    | 5    | 5    | 5    | 5    | 8    | 5    | 5    | 4    | 4    | 4    | 4    | 4    | 4    | 4    | 4    | 4    | 4    | 4    |
| SERIE              | 2100 | 2100 | 2100 | 2100 | 2100 | 2100 | 2100 | 2100 | 2200 | 4000 | 4000 | 4000 | 4000 | 4000 | 5300 | 5300 | 5300 | 5300 | 5300 | 5300 | 5300 |

### Imagen de las Series

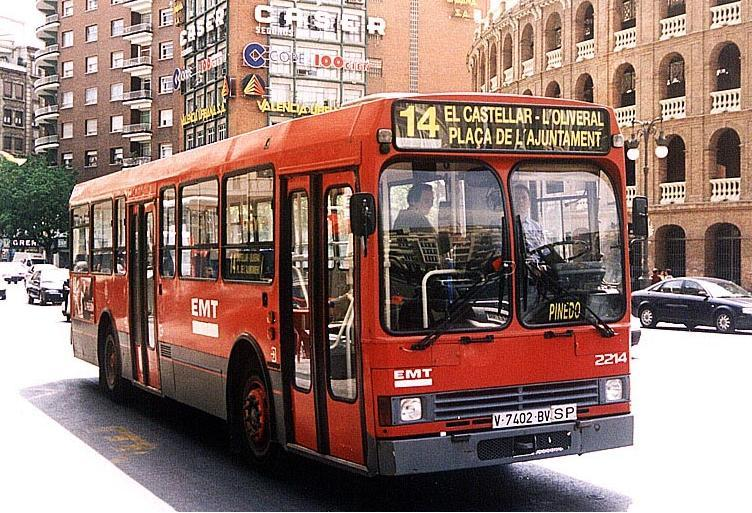
Pegaso 6038